# André Young
André Young Ferreira (Santos, 21 de março de 1994) é um youtuber, biólogo, ex-podcaster e desenvolvedor de jogos brasileiro. É conhecido por criar os canais do YouTube "André Young" e "Andrezitos" e por ser fundador da publisher Sad Socket, empresa que desenvolveu os jogos 9 Kings, Ending Tau, Seraph's Last Stand, Gods of Sand.
Iniciou sua carreira como desenvolvedor de jogos em 2014, quando passou a se desafiar com a criação de jogos próprios. No dia 3 de julho de 2018, criou a "Game JaaJ", uma game jam realizada na plataforma Game Jolt. O evento ganhou popularidade entre desenvolvedores e se transformou em um evento oficial, com edições subsequentes e premiações. Atualmente, a "Game JaaJ" é organizada na plataforma Itch.io pela Sad Socket.
Seu primeiro projeto comercial foi 23 Miles Deep, um jogo de celular criado em um período de 10 dias.
Seu jogo 9 Kings foi destaque no Latin American Games Showcase e já acumula mais de 400.000 cópias vendidas na Steam no seu ano de lançamento.
André é também o criador do curso de desenvolvimento de jogos Oficina Indie, onde ensina a linguagem de programação C#, no motor gráfico Unity. No curso, há uma game jam chamada Oficina Jam, onde os alunos fazem seus próprios jogos e competem entre si.
André Young possui formação em ciências biológicas, área que frequentemente se reflete em seu conteúdo.
André Young criou, juntamente com outros colaboradores, um podcast amador intitulado Valdir Podcast, que esteve no ar entre 2018 e 2020. Os episódios abordavam temas variados com tom humorístico.